# Скворцов, Вячеслав Николаевич (экономист)
Вячеслав Николаевич Скворцов (род. 1946) — первый ректор (1992—2016), президент (с 2016) Ленинградского государственного университета им. А. С. Пушкина.

## Биография
Родился 18 августа 1946 года в Калининграде, в семье военнослужащего.
В 1965 году окончил среднюю школу, поступил на факультет иностранных языков в Самаркандский государственный университет имени Алишера Навои.
В 1967 году начал работать в Самарканде воспитателем специального городского профессионально-технического училища № 44.
В 1968 году перешёл на работу в качестве учителя английского языка средней школы № 15 в г. Учкудуке.
В 1970—1972 годах проходил срочную службу в Вооружённых Силах СССР.
В 1972 году начал работать в Самаркандском горкоме комсомола Узбекистана заведующим отделом комсомольских организаций.
В 1974 году стал директором средней школы № 7 в городе Учкудуке.
После переезда в Ленинград работал директором двух общеобразовательных школ, директором областного института усовершенствования учителей, советником в Республике Афганистан.
В 1992 году присуждена учёная степень кандидата педагогических наук (диссертация «Взаимосвязь административных и экономических методов как фактор оптимизации управления региональной системой народного образования»; научные руководители В. Г. Онушкин и В. И Подобед, официальные оппоненты Е. П. Белозерцев и В. Ю. Кричевский).
В 2000 году за диссертацию «Социально-экономические основы теории непрерывного образования» присуждена учёная степень доктора экономических наук, присвоено учёное звание профессора.
В 2021 году бывший ректор, обвиненный в растрате средств и объявленный в розыск, был задержан в Черногории и экстрадирован в Россию.

## Награды
- В 1993 году присвоено почетное звание «Заслуженный учитель школы Российской Федерации»[5].
- В 2001 году награждён медалью ордена «За заслуги перед Отечеством» II степени.
- В 2007 году награждён орденом Почёта.
- В 2014 году награждён памятной медалью «20 лет Законодательному собранию Ленинградской области».

## Государственная и общественная деятельность
В 1995—2000 годах — депутат Государственной Думы Федерального Собрания Российской Федерации второго созыва, член комитета Государственной Думы по бюджету, налогам, банкам и финансам, член фракции «Наш дом — Россия».
2007—2010 годы — депутат Законодательного собрания Ленинградской области, член постоянных комиссий по образованию и науке и по здравоохранению и социальной политике.
2010—2012 годы — член Совета Федерации Федерального Собрания Российской Федерации.
Является заместителем председателя Общественной палаты Ленинградской области.